# Australisk solfjäderstjärt
Australisk solfjäderstjärt (Rhipidura albiscapa) är en fågel i familjen solfjäderstjärtar inom ordningen tättingar.

## Utseende
Svarthuvad solfjäderstjärt är en rätt liten fågel med tunn näbb och en lång, ljusspetsad stjärt som ofta hålls rest och utbredd som en solfjäder. Ovansidan är grå, undersidan ljus, med smala ljusa vingband och en tunn svart kant mellan vit strupe och vitt bröst. De olika underarterna varierar i färgen på ovansidan och utbredningen av vitt på stjärten.

## Utbredning och systematik
Australisk solfjäderstjärt delas in i åtta underarter med följande utbredning:
- Rhipidura albiscapa bulgeri –– förekommer på Nya Kaledonien och på Lifou Island
- Rhipidura albiscapa brenchleyi – förekommer i Vanuatu och Banks Islands, San Cristóbal (södra Salomonöarna)
- Rhipidura albiscapa keasti – förekommer i nordöstra Queensland (Cooktown, Clarke Range)
- Rhipidura albiscapa pelzelni – förekommer på Norfolkön
- Rhipidura albiscapa alisteri – förekommer från södra centrala Queensland till södra Victoria och Eyrehalvön, South Australia
- Rhipidura albiscapa albiscapa – förekommer på Tasmanien, King och Flindersön (Bass Strait), flyttar norrut
- Rhipidura albiscapa preissi – förekommer i sydvästra Western Australia, flyttar norrut
- Rhipidura albiscapa albicauda – förekommer i inre södra och centrala västra Australien och södra Northern Territory

## Levnadssätt
Australisk solfjäderstjärt hittas i en rad olika typer av miljöer. Den är mycket aktiv under födosök och sitter sällan still.

## Status
Arten har ett stort utbredningsområde och internationella naturvårdsunionen IUCN kategoriserar arten som livskraftig. Beståndsutvecklingen är dock oklar.

## Bildgalleri

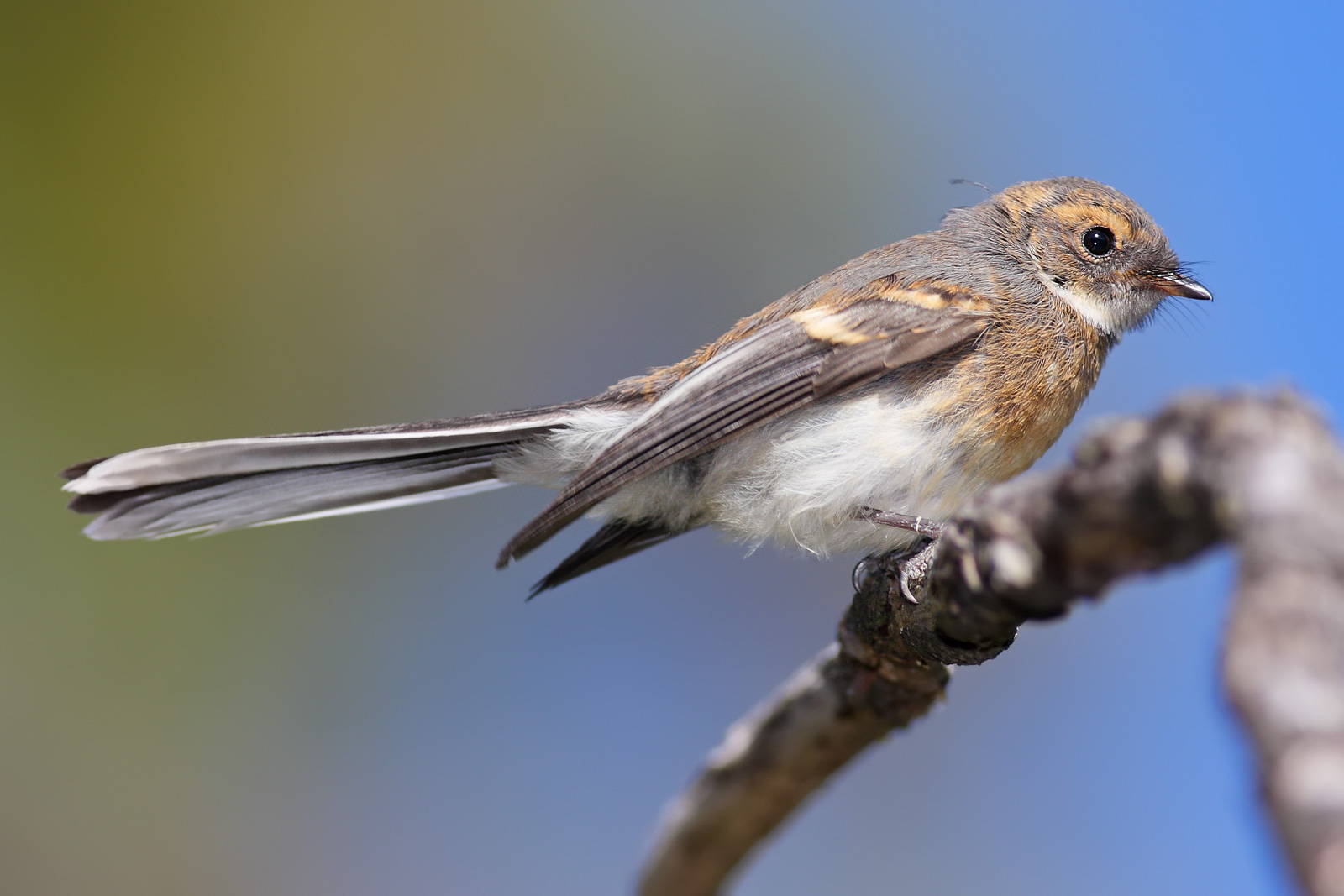
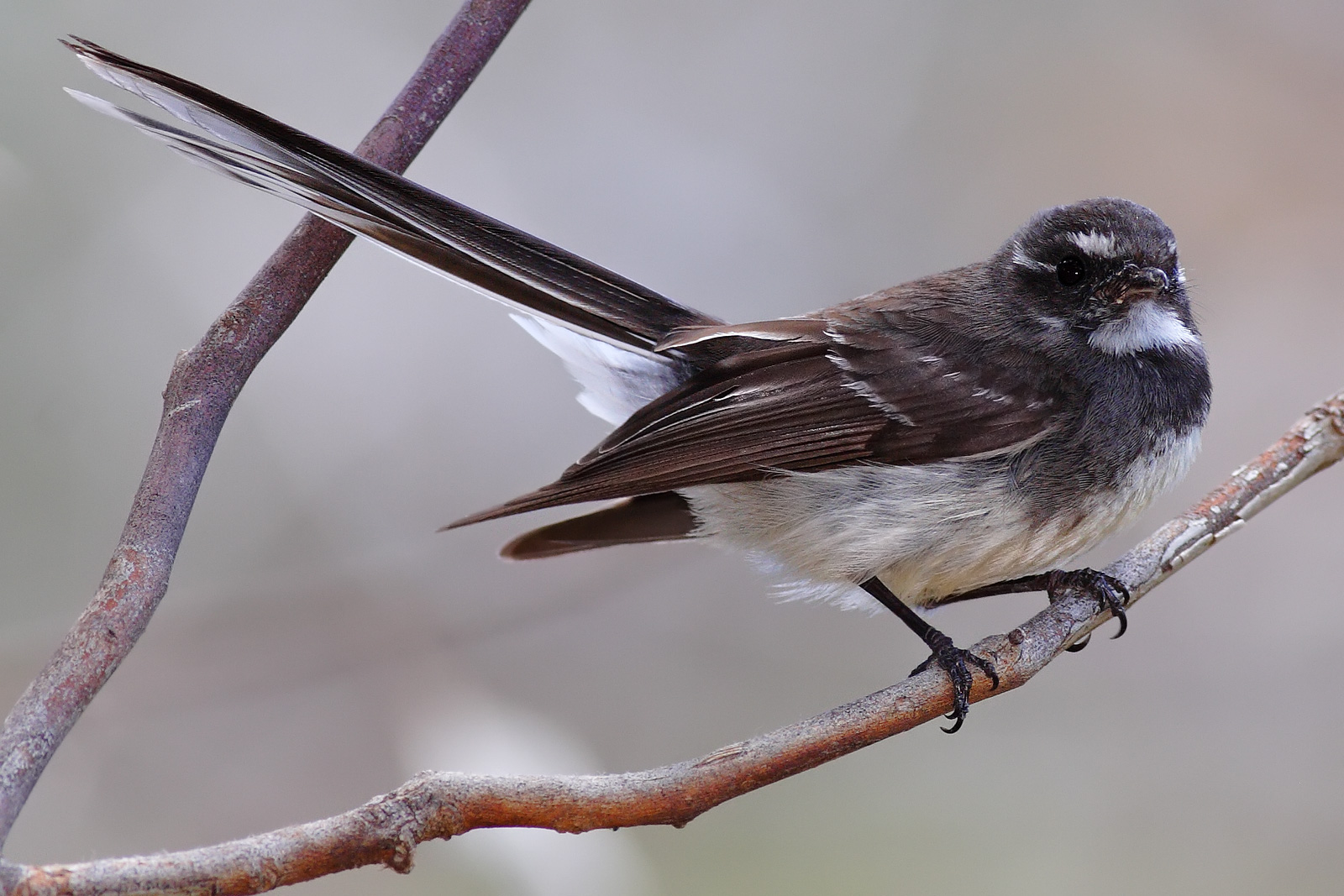
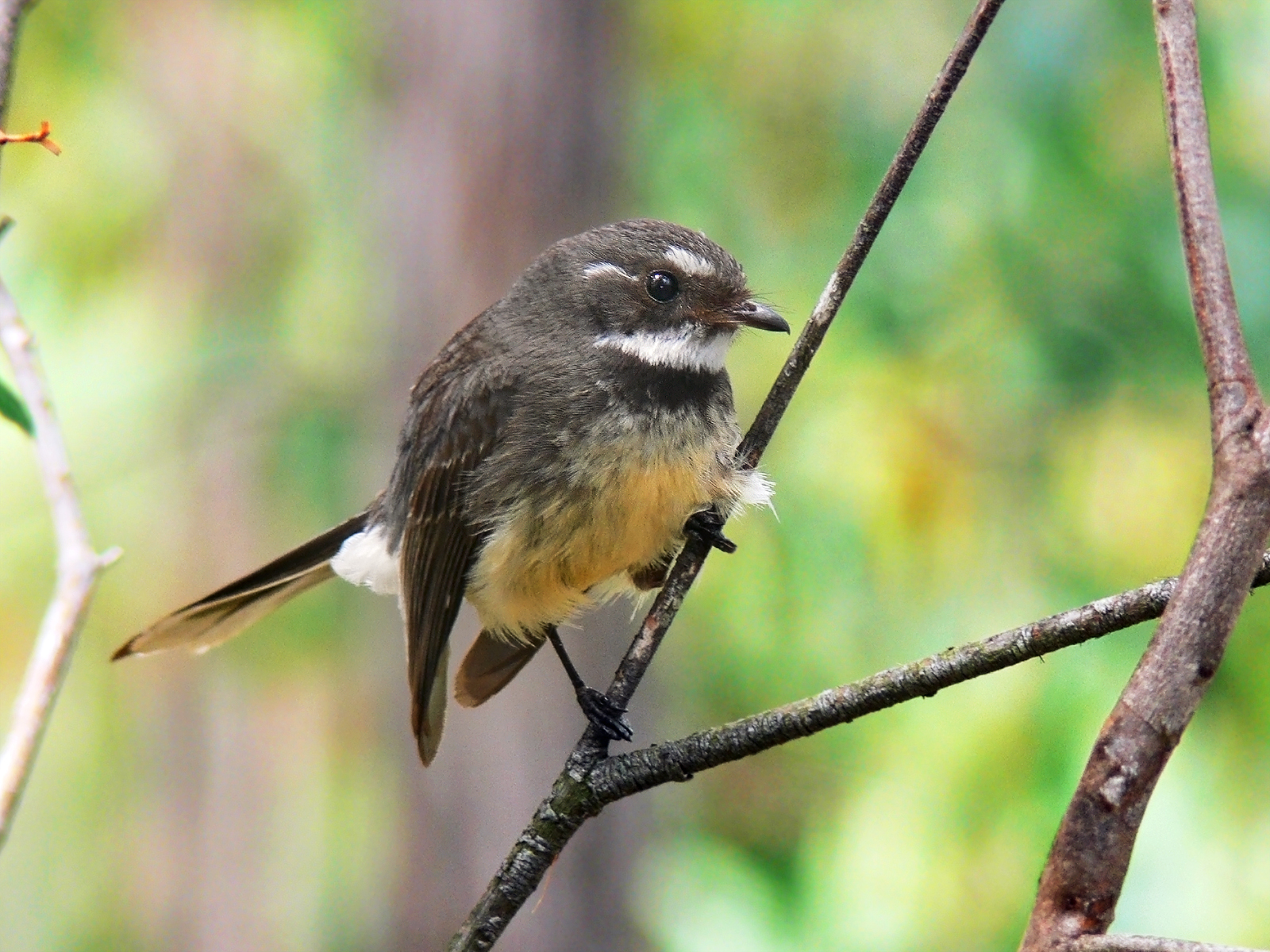
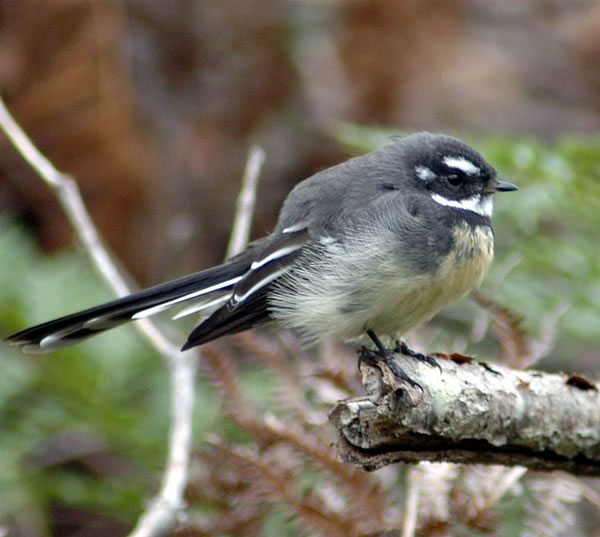
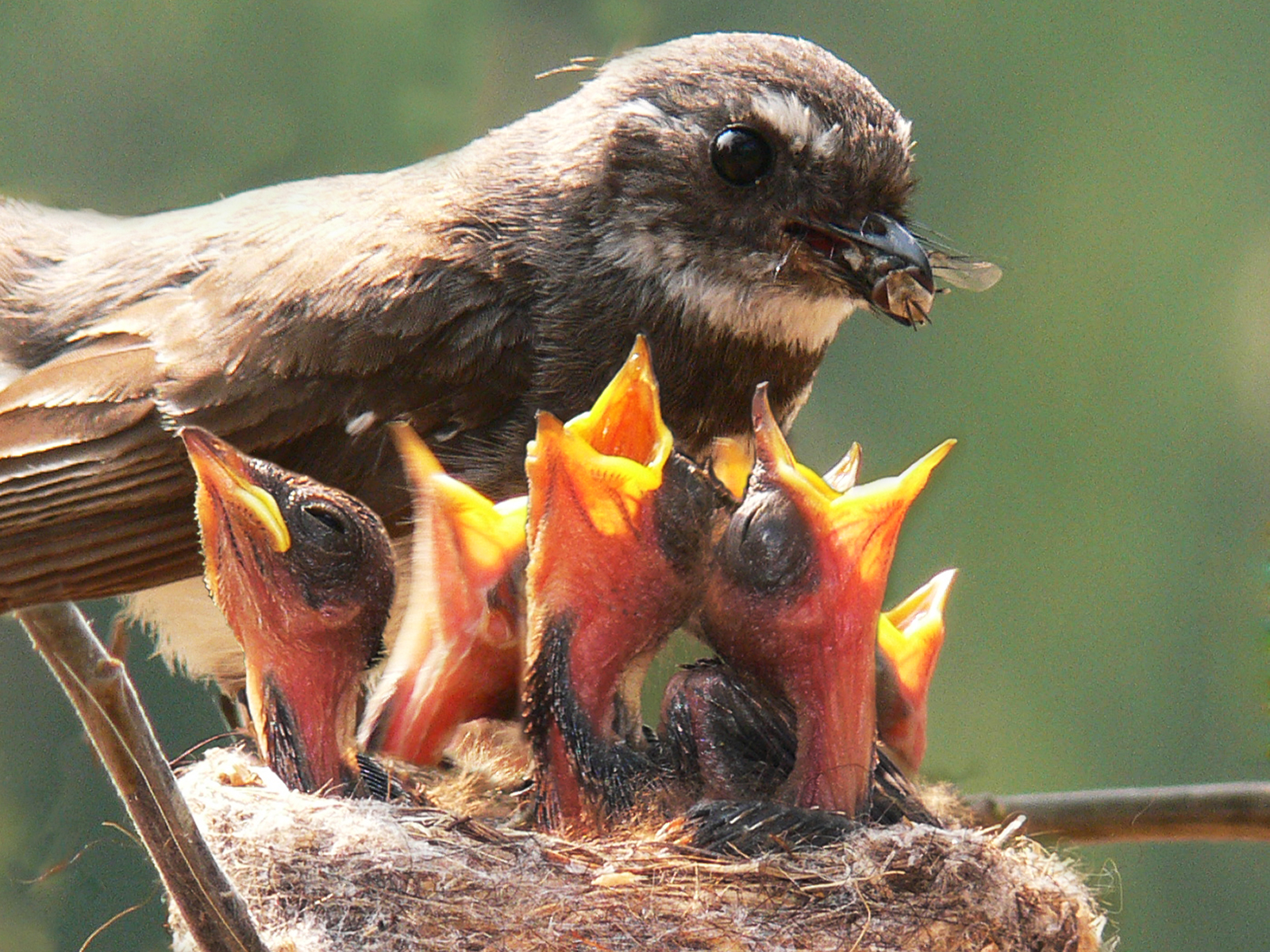
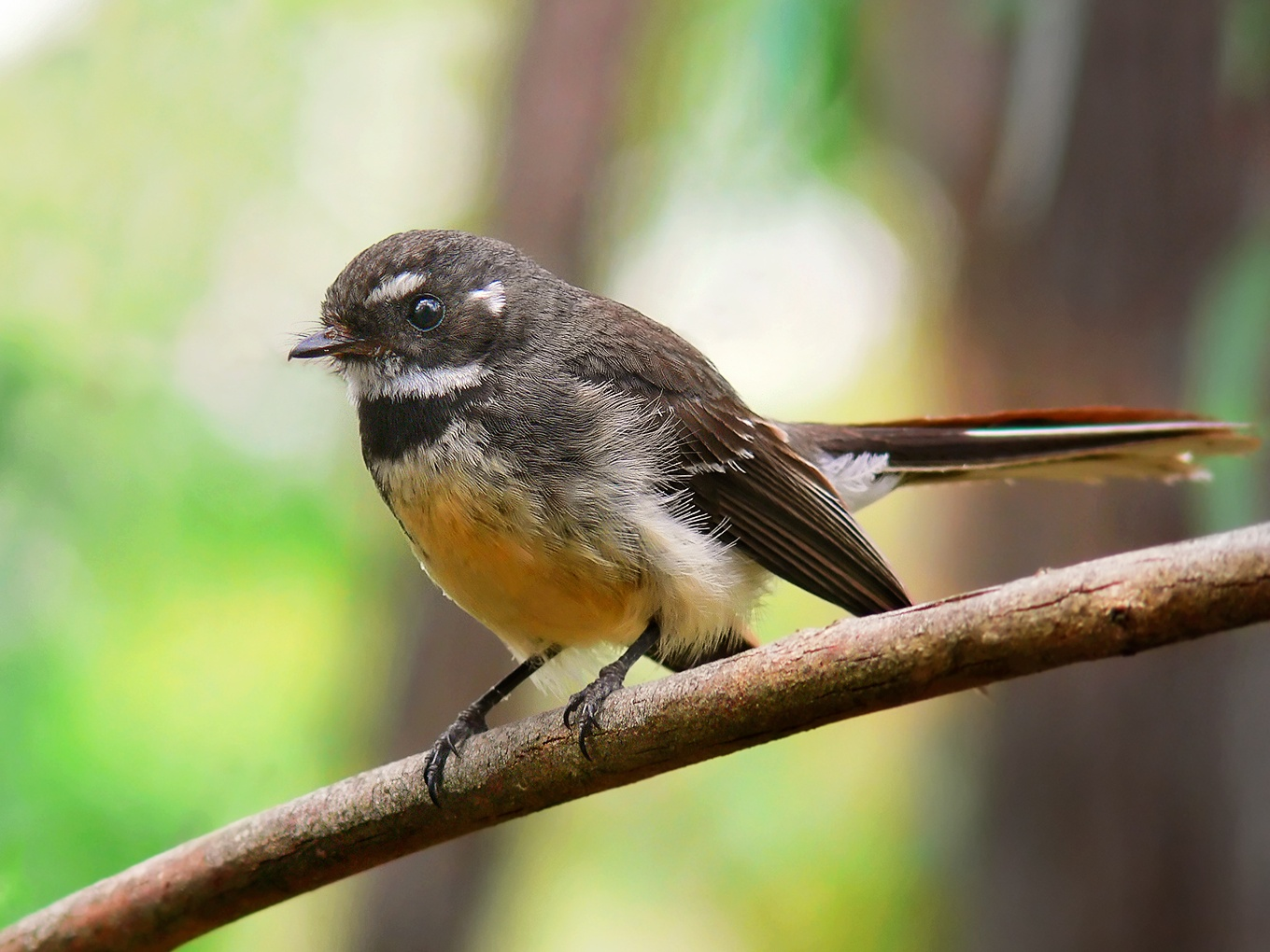